# Pseudoderopeltis flavescens
Pseudoderopeltis flavescens es una especie de cucaracha del género Pseudoderopeltis, familia Blattidae.

## Distribución
Esta especie se encuentra en Namibia, Angola, Botsuana y Sudáfrica.